# Emiliania huxleyi
Emiliania huxleyi is een eencellige alg die behoort tot de coccolithoforen. De soort komt als fytoplankton wereldwijd zeer algemeen voor in vrijwel alle zeeën en oceanen. De wetenschappelijke naam is een verwijzing naar Thomas Henry Huxley die een belangrijke bijdrage heeft geleverd aan het eerste onderzoek naar coccolithoforen in de 19e eeuw.
Onder de microscoop heeft het organisme wat weg van een bol bedekt met iets over elkaar liggende ananasringen door de ringvormige calcietschildjes met een regelmatige structuur, maar het wordt nog geen tiende millimeter in doorsnede. Ondanks zijn geringe grootte vormt de soort regelmatig uitgestrekte blooms in het oppervlaktewater van zeeën zodat de algen vanuit de ruimte zijn waar te nemen, het feit dat calciet sterk licht terugkaatst heeft hier overigens ook mee te maken.
Emiliania huxleyi past zich zoals veel micro-organismen aan aan de omstandigheden door bepaalde stoffen in meer of juist mindere mate aan te maken. Bij deze algjes echter worden zogenaamde alkenonen aangemaakt, vet-achtige, zeer bestendige stoffen. Met name dat laatste is zeer interessant gebleken omdat de alkenonen in stand blijven en kunnen worden aangetroffen in sedimenten, waardoor de levensomstandigheden van het algje gedurende miljoenen jaren als het ware opgeslagen zijn in het sediment. Bij warmer zeewater maakt de alg alkenonen aan met twee dubbele bindingen (tweevoudig onverzadigd), bij koelere temperaturen drie dubbele bindingen (drievoudig onverzadigd), hierdoor is de soort een belangrijke indicatorsoort. Hoe de alg precies omschakelt is nog niet bekend.

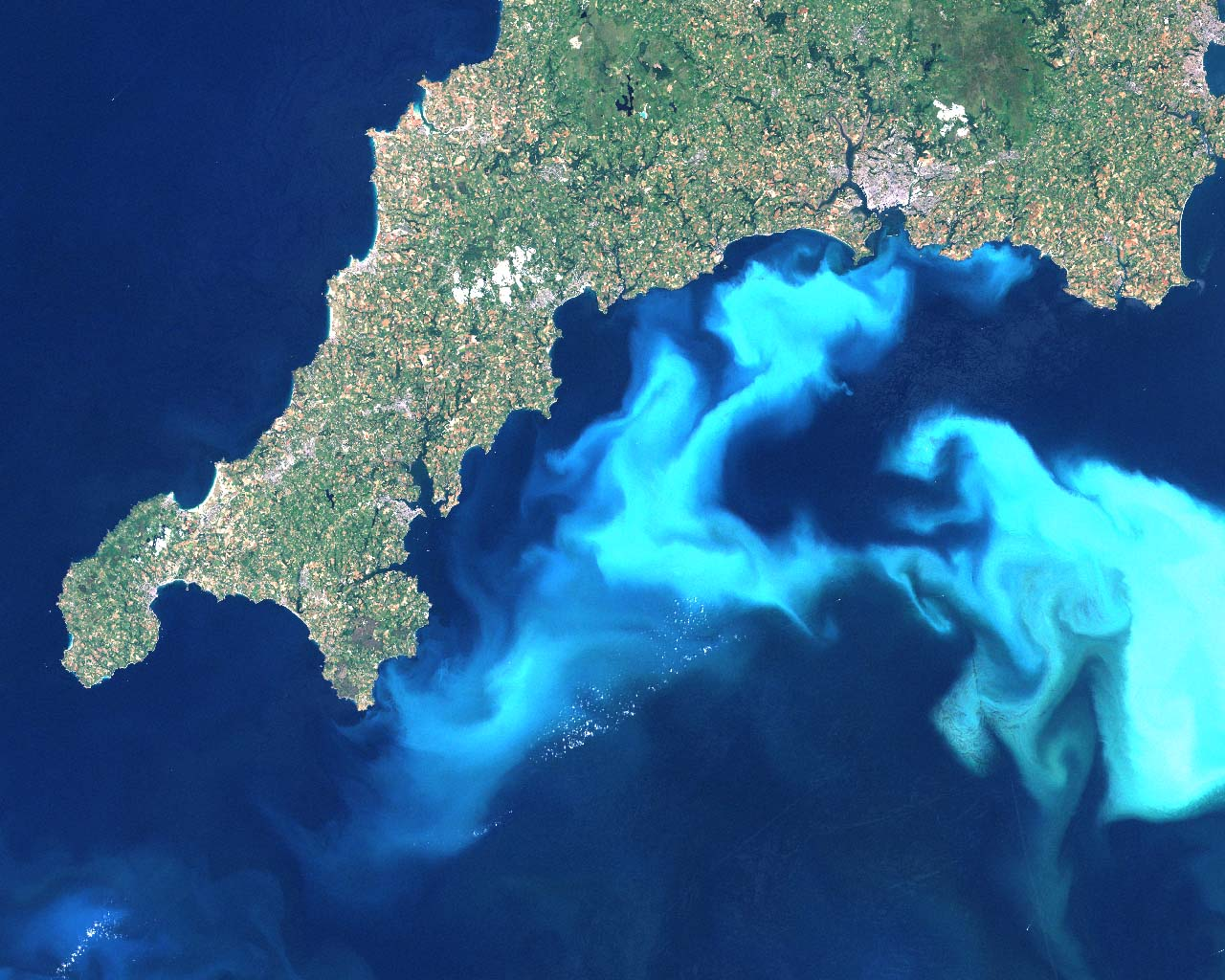
Emiliania huxleyi in bloei bij Cornwall, gezien vanuit de ruimte.